# ميلتون برادلي (لاعب كرة قاعدة)
ميلتون برادلي (بالإنجليزية: Milton Bradley)‏ هو لاعب كرة قاعدة أمريكي، ولد في 15 أبريل 1978 في Harbor City, Los Angeles ‏ في الولايات المتحدة.

## وصلات خارجية
- ميلتون برادلي على موقع دوري كرة القاعدة الرئيسي (الإنجليزية)
- ميلتون برادلي على موقعبيزبول رفرنس.كوم (الدوري الرئيسي) (الإنجليزية)
- ميلتون برادلي على موقعبيزبول رفرنس.كوم (الدوري الثانوي) (الإنجليزية)
- ميلتون برادلي على موقع إي إس بي إن.كوم (أم.أل.بي) (الإنجليزية)
- ميلتون برادلي على موقع مشجعي الرسوم البيانية (الإنجليزية)